# Federcasse
Federcasse, abbreviazione di Federazione Italiana delle Banche di Credito Cooperativo - Casse Rurali ed Artigiane, è l'Associazione nazionale delle BCC-CR. Svolge funzioni di rappresentanza e tutela della categoria e di assistenza di carattere legale, fiscale, sindacale, organizzativo, di comunicazione e di formazione a favore di tutto il sistema del Credito Cooperativo.

## Storia
La Federazione nasce nel 1909 come Federazione italiana delle casse rurali, fondata da Leone Wollemborg, con funzioni di supporto e tutela alle casse rurali associate. Sciolta durante il regime fascista, viene ricostituita nel 1950 come Federazione italiana delle casse rurali ed artigiane, e negli anni Sessanta intraprende l'attività di rilancio del movimento e dell'operatività delle casse rurali e artigiane. In quegli anni vengono ricostituite anche le federazioni locali delle casse rurali ed artigiane.
Nel 1993, con l'entrata in vigore del testo unico delle leggi in materia bancaria e creditizia, le casse rurali e artigiane assumono la denominazione "banche di credito cooperativo", e la federazione italiana diventa "Federazione italiana delle banche di credito cooperativo - casse rurali ed artigiane".
Dal 1967 Federcasse aderisce a Confcooperative-Confederazione cooperative italiane e dal 1981 all'ABI - Associazione bancaria italiana.
La Federazione italiana delle BCC-CR è tra i membri fondatori dell'EACB - European Association of Co-operative banks, l'Associazione delle banche cooperative europee che ha lo scopo di promuovere e tutelare gli interessi della categoria in sede comunitaria.
Le Banche di Credito Cooperativo e Casse Rurali sono 225 (dati al marzo 2023), hanno una rete di 4.101 sportelli presenti sul territorio italiano, più di un milione e 407 mila soci, 6,8 milioni di clienti e oltre 36 mila collaboratori. In 723 Comuni le BCC-CR rappresentano l’unica presenza bancaria.

## Struttura organizzativa
Le Banche di Credito Cooperativo / Casse Rurali sono associate alle Federazioni Locali delle Banche di Credito Cooperativo che, a loro volta, fanno riferimento a Federcasse in qualità di centro di coordinamento nazionale. Dal 2020 le BCC-CR possono aderire direttamente a Federcasse.
Le Federazioni Locali sono 15 e rappresentano una o più regioni:
1. Federazione Piemonte, Valle d'Aosta e Liguria BCC;
2. Federazione Lombarda BCC;
3. Federazione Veneta BCC;
4. Federazione del Nord Est;
5. Associazione Regionale BCC CRA ZADRUŽNE BANKE Friuli Venezia Giulia BCC;
6. Federazione Emilia Romagna BCC;
7. Federazione Toscana BCC;
8. Federazione Marchigiana BCC;
9. Federazione Lazio, Umbria e Sardegna BCC;
10. Federazione Abruzzo e Molise BCC;
11. Federazione Banche di Comunità Credito Cooperativo Campania e Calabria;
12. Federazione Puglia e Basilicata BCC;
13. Federazione Siciliana BCC;
14. Federazione Cooperative Raiffeisen;
15. Federazione Trentina della cooperazione.